# BMP-1

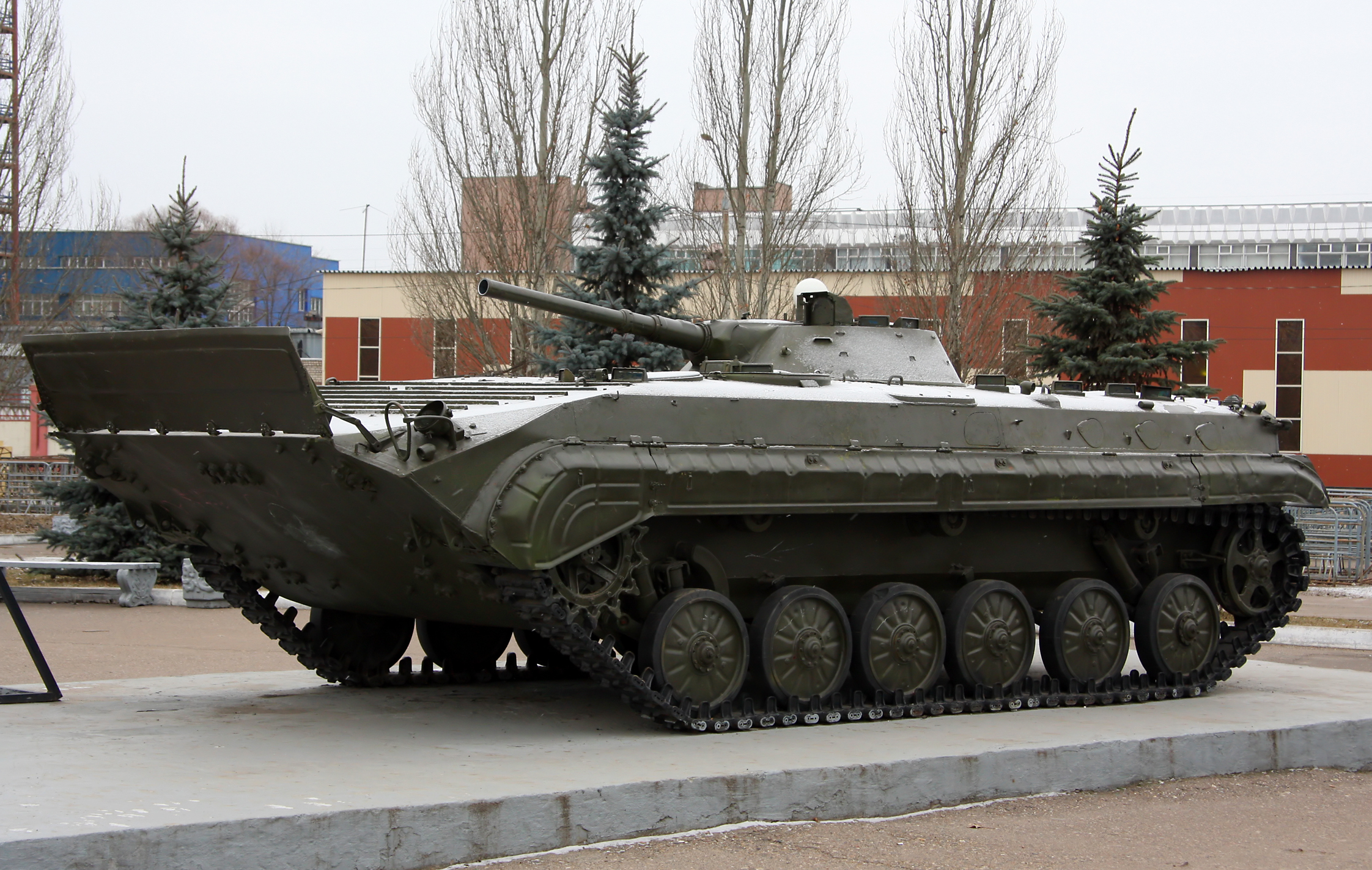

BMP-1은 소비에트 연방의 보병전투 차량이다. 생산수는 543¹ (2012년1월기준.)대다. 엔진은 700마력이다. 속도는 65Km/h 정도다. 인원은 승무원 3명이고 12명을 태울 수 있다. 또 모든 보병전투차의 조상이다.

## 사용 전쟁 및 사용국가
BMP-1은 1960년 생산된 소비에트 연방의 보병전투차량이다. 2003년 이라크 전쟁 때 이라크군이 소수로 사용하였다. 또 세계 최초의 보병전투차량이다. 현재도 북한과 아프리카, 러시아 연방 국가에서 주력으로 채용되고 있다. 또 이란도 소수로 채용되고 있다. 최대 50개국이 사용 중이다.

## 제원
- 장갑:(중) 12 mm
- 무장:
  - 기관총: 7.62mm PKT 동축기관총
  - 미사일: AT-3A 대전차 미사일 4발 (BMP-1), AT-5, AT-4 대전차 미사일(BMP-1P)

## 파생형
- BMP-2
- BMP-3
- BTR-60
- BMP-1

## 같이 보기
- BMP-3
- AMX-10P
- Dardo